# Town of East Fremantle
East Fremantle är en kommun (local government area) i Australien. Den ligger i delstaten Western Australia, omkring 13 kilometer sydväst om delstatshuvudstaden Perth. Antalet invånare är 7 736.
Följande samhällen finns i East Fremantle:
- East Fremantle

Runt East Fremantle är det i huvudsak tätbebyggt. Runt East Fremantle är det mycket tätbefolkat, med 1 754 invånare per kvadratkilometer. Genomsnittlig årsnederbörd är 1 018 millimeter. Den regnigaste månaden är maj, med i genomsnitt 176 mm nederbörd, och den torraste är februari, med 9 mm nederbörd.